# Eugene F. Kranz
Eugene Francis Kranz, detto Gene (Toledo, 17 agosto 1933), è un ingegnere statunitense, direttore delle operazioni di volo della NASA durante i programmi Gemini ed Apollo.

## Biografia
Dopo gli studi di ingegneria aeronautica presso il Parks College di St. Louis nel Missouri, conclusi con il titolo di bachelor nel 1954, Kranz entrò nell'United States Air Force, l'aeronautica militare americana. Fu sottoposto all'addestramento da pilota e raggiunse il grado di capitano. In collaborazione con la McDonnell Aircraft Corporation, l'Air Force svolse voli di collaudo negli anni dal 1955 al 1958. In questo modo Gene Kranz fu assegnato alla Holloman Air Force Base nel Nuovo Messico, dove la cooperazione continuò per voli di collaudo di razzi fino al 1960.
Nello stesso anno Gene Kranz firmò il suo contratto con la NASA e assunse immediatamente il ruolo di controllore di volo presso il Langley Research Center di Hampton (Virginia). Ben presto fece carriera diventando direttore vicario del centro di controllo di volo per il programma Mercury. Nel 1964 venne nominato direttore delle operazioni di volo per il programma Gemini presso il nuovissimo centro di controllo di Houston in Texas.

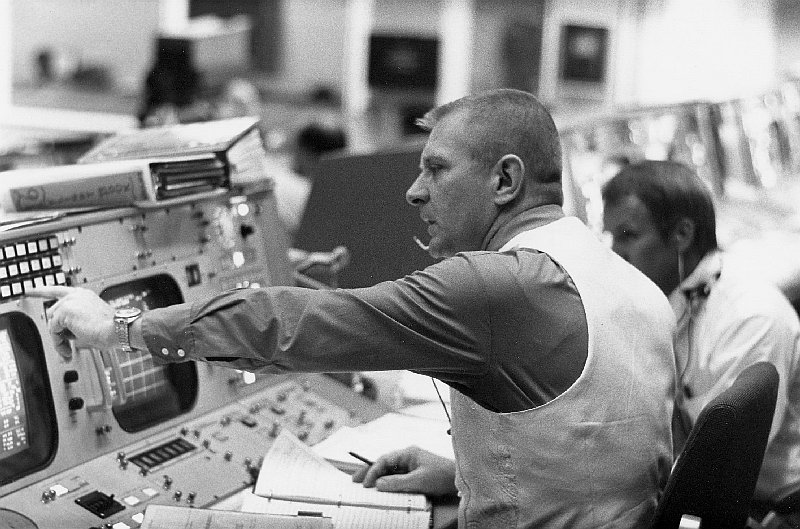
Gene Kranz al Mission control

I singoli turni di lavoro al centro di controllo vennero definiti con appositi colori. Kranz fu da principio direttore della "squadra bianca". Famoso per la sua pettinatura da  marine ciò che lo caratterizzava principalmente furono le camicie bianche e i gilet indossati durante la direzione dei voli. Per ogni nuova missione venivano appositamente cuciti da sua moglie.
Nel 1968 gli fu assegnata la divisione completa del centro di controllo di volo spaziale: divenne pertanto direttore di volo per tutto il programma Apollo. In tale funzione partecipò come direttore di volo durante il primo allunaggio dell'Apollo 11. Nell'aprile 1970, durante la drammatica missione dell'Apollo 13, il contributo di Kranz fu di fondamentale importanza nel salvare la vita dei tre astronauti Jim Lovell, Jack Swigert e Fred Haise.
Sotto la sua direzione si svolsero anche le successive missioni Skylab.
Dal 1974 al 1983 Kranz fu direttore di volo vicario per le missioni dello Space Shuttle (STS) e, dal 1983 al 1994, nuovamente direttore.
Kranz è sposato e padre di sei figli.
Nel film Apollo 13 il suo personaggio è interpretato da Ed Harris e nella serie televisiva For All Mankind da Eric Ladin.

## Pubblicazioni
- Gene Kranz, Failure Is Not an Option: Mission Control from Mercury to Apollo 13 and Beyond, Simon & Schuster, 2000, ISBN 0743200799